# Masaaki Suzuki
Masaaki Suzuki (jap. 鈴木 雅明 Suzuki Masaaki; ur. 29 kwietnia 1954 w Kobe) – japoński organista, klawesynista i dyrygent. Uczeń Tona Koopmana, przedstawiciel autentyzmu w wykonawstwie. 
Założyciel (w 1990 rok) i kierownik muzyczny chóru i towarzyszącej mu orkiestry barokowej Bach Collegium Japan, wykonującej muzykę na instrumentach historycznych. Profesor organów i klawesynu na Tokijskim Uniwersytecie Sztuki.
W 2014 roku ukończył – rozpoczęty w 1995 roku, wraz z Bach Collegium Japan – cykl nagrań wszystkich kantat kościelnych Jana Sebastiana Bacha dla wytwórni muzycznej BIS Records.
Nagrywają wspólnie także inne dzieła Bacha, w tym np. Wielką Mszę h-moll (w 2007). Koncertują na całym świecie. Suzuki nagrywa również albumy solowe – przede wszystkim utwory Bacha na klawesyn. Zasiadał w jury Międzynarodowego Konkursu Bachowskiego w Lipsku.
Odznaczony Krzyżem Zasługi na Wstędze Orderu Zasługi Republiki Federalnej Niemiec (2001).